# Damián Batallini
Damián Batallini, né le 24 juin 1996 à Don Torcuato en Argentine, est un footballeur argentin qui évolue actuellement au poste d'ailier droit au Argentinos Juniors.

## Biographie

### Argentinos Juniors
Natif de Don Torcuato en Argentine, Damián Batallini est formé à l'Argentinos Juniors où il arrive en 2010 à l'âge de 14 ans.
Il joue son premier match dans le championnat argentin le 6 février 2016, contre le CA Tigre. Il est titularisé au poste d'arrière droit lors de cette rencontre, qui se solde par un match nul (1-1). Le 17 avril de la même année, il inscrit son premier but en professionnel, face au Racing Club, en championnat. Lors de cette rencontre qui se termine sur un score nul de deux partout, il se fait également expulser en écopant d'un second carton jaune.
En 2019, il participe à la Copa Sudamericana. Il inscrit un but lors du 1er tour face au club vénézuélien de l'Estudiantes de Mérida.
En décembre 2019, la presse évoque un intérêt de Marcelo Gallardo, l'entraîneur de River Plate, pour le joueur.

### CA de San Luis
Le 8 décembre 2020, Damián Batallini rejoint le CA de San Luis, où il est prêté un an avec option d'achat, au Mexique. Il joue son premier match sous ses nouvelles couleurs le 16 janvier 2021, lors d'une rencontre de championnat perdue par son équipe face au Club Necaxa (1-0).

### CA Independiente
Le 25 janvier 2022, Damián Batallini est de nouveau prêté, cette fois au CA Independiente. Il est cédé pour un an avec option d'achat.

### Prêts au Club Necaxa et au CA Colón
En janvier 2023, Damián Batallini rejoint le club mexicain du Club Necaxa sous la forme d'un prêt pour l'année 2023.
Lors de l'été 2023, Batallini met fin à son prêt au Club Necaxa et il rejoint le CA Colón le 4 août 2023, toujours sous la forme d'un prêt.

### En sélection
Damián Batallini joue sous les ordres d'Adrián Domenech avec l'équipe d'Argentine des moins de 15 ans.